# Lucile Hadzihalilovic

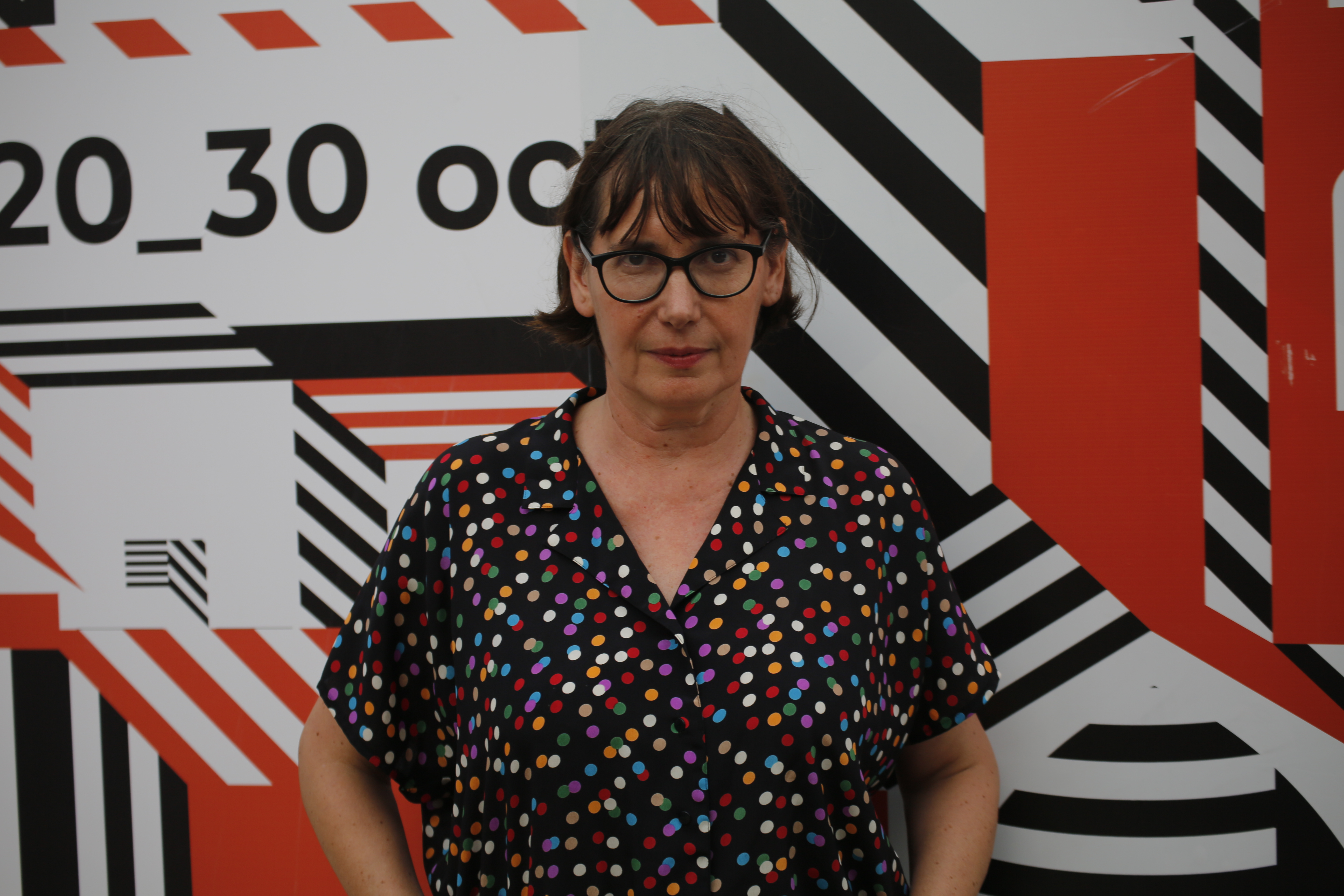
Lucile Hadzihalilovic, 2022

Lucile Hadzihalilovic, auch Hadžihalilović, (* 7. Mai 1961 in Lyon) ist eine französische Regisseurin und Drehbuchautorin.

## Leben
Nach dem Studium der Kunstgeschichte studierte sie anschließend Regie am Institut des hautes études cinématographiques (IDHEC) in Paris. Nach ihrem ersten Kurzfilm La première mort de Nono (1987) arbeitete sie als Editorin von Dokumentarfilmen und Produzentin von Kurzfilmen. 1997 drehte sie La bouche de Jean-Pierre, die Geschichte einer Jugendlichen, die nach einem Selbstmordversuch ihrer Mutter von ihrer Tante aufgenommen wird. Bei den Filmfestspielen in Cannes kam La bouche de Jean-Pierre in der Reihe Un Certain Regard in die Auswahl, und anschließend in die französischen Kinos.
Es folgten zwei weitere Filme. Zunächst 1998 Good Boys Use Condoms, ein Kurzfilm, der im Rahmen einer Werbekampagne für Kondome entstand, danach Innocence, Lucile Hadzihalilovics erster Spielfilm. Innocence basiert lose auf Frank Wedekinds Erzählung Mine-Haha oder Über die körperliche Erziehung der jungen Mädchen. Der Film erzählt die Geschichte des sechsjährigen Mädchens Iris, die in einer Internatsschule aufwächst, in der Folgsamkeit und Disziplin oberste Gebote darstellen. Das Gebäude durchzieht eine irreale Angst vor der äußeren Welt, doch langsam gewöhnt sich das Mädchen an ihr neues Leben. 
Ihr Film La tour de glace wurde am 16. Februar 2025 im Rahmen der 75. Berlinale uraufgeführt. Dort wurde das Werk in den Hauptwettbewerb um den Goldenen Bären eingeladen.
Das Werk Lucile Hadzihalilovics ist eng mit dem Schaffen Gaspar Noés, ihres Lebensgefährten und engen Mitarbeiters verbunden. 1991 gründeten sie zusammen die Produktionsfirma „Les cinémas de la zone“, mit der sie unter anderem ihre eigenen Kurzfilme produzieren. Die Filme der beiden weisen viele Gemeinsamkeiten auf. Besonders typisch ist eine gewisse Faszination für das Düstere und für destruktive Beziehungen zwischen Menschen, die stets mit einer sehr akkuraten Sichtweise betrachtet werden.

## Filmografie (Auswahl)
- 1987: La première mort de Nono (Kurzfilm, 11 min)
- 1997: La bouche de Jean-Pierre (Kurzfilm, 48 min)
- 1998: Good Boys Use Condoms (Kurzfilm, 10 min)
- 2004: Innocence
- 2015: Evolution
- 2021: Earwig
- 2025: La tour de glace

## Auszeichnungen
- Festival Internacional de Cine de San Sebastián 2015: Spezialpreis der Jury für Evolution